# حوزه انتخابیه دوازدهم میشیگان

نقشه حوزه انتخابیه

حوزه انتخابیه دوازدهم میشیگان یک حوزه انتخابیه مجلس نمایندگان آمریکا است که در ایالت میشیگان قرار دارد.